# Nicolaus Jantzon
Nicolaus Jantzon (auch Nicolaus Jentzen; * 1720; † 1791) war ein deutscher Orgelbauer, der bedeutende Barockorgeln in Litauen und Belarus schuf.

## Leben
Nicolaus Jantzon stammte wahrscheinlich aus Hamburg oder dessen Umgebung. 1752 war er bei Arbeiten an der Orgel in der Lutherischen Kirche in Vilnius unter Gerhard Arend Zelle beteiligt. Im folgenden Jahr heiratete er dessen Tochter Anna Elisabeth, 1761 übernahm er die Werkstatt des Schwiegervaters nach dessen Tod. In den folgenden Jahren schuf er bedeutende Orgeln in Litauen und dem heutigen Belarus.

## Werke (Auswahl)
Sicher sind nur drei Orgeln in der Bernhardinerkirche in Vilnius, in Budslau und in Troškūnai von Jantzon. Alle anderen Werke sind Zuschreibungen auf Grund einer ähnlichen Bauart. In der litauischen Forschung wird es heute für möglich gehalten, dass einige dieser Werke auch nur aus seinem Umfeld stammen könnten.
Erhalten sind die Orgeln in Budslau und in Tytuvėnai, sowie Prospekte in der Bernhardinerkirche, der Kirche St. Johannes und der Kathedrale in Vilnius.
| Jahr      | Ort              | Gebäude                                          | Bild | Manuale | Register | Zuordnung    | Bemerkungen |
| --------- | ---------------- | ------------------------------------------------ | ---- | ------- | -------- | ------------ | --- |
| 1762–1763 | Linkuva          | Kirche St. Maria Scapula                         |      | II      | 21       | Zuschreibung | Prospekt erhalten |
| 1762–1764 | Vilnius          | Kirche St. Franziskus (ehem. Bernhardinerkirche) |      | II/P    | 31       | Dokumentiert | Prospekt erhalten, Ende 19. Jhd. Neubau durch Radavičius                                                                                     |
| 1763–1764 | Vilnius          | St. Johannes                                     |      | II/P    | 22       | Zuschreibung | Prospekt erhalten, ursprünglich für Jesuitenkirche in Polozk, 1831 nach Vilnius umgesetzt, 1984/2000 Neubau durch Rimantas Gučas (III/P, 64) |
| 1768      | Vilnius          | Kirche St. Franziskus (ehem. Bernhardinerkirche) |      | I       | 8        | Zuschreibung | Positiv, Neubau 1984 mit historischer Disposition durch Gučas                                                                                |
| 1780–1785 | Vilnius          | Kathedrale                                       |      | II      | 20       | Zuschreibung | Prospekt erhalten, ursprünglich in Augustinerkirche Vilnius, 1859 umgesetzt, 1969 Neubau durch Schuke (III/P, 49)                            |
| 1781–1783 | Budslau, Belarus | Bernhardinerklosterkirche                        |      | II      | 21       | Inschrift    | erhalten, Inschrift Nicolaus Jantzon 1781 17 maey                                                                                            |
| 1787–1789 | Troškūnai        | ehem. Bernhardinerklosterkirche                  |      | II      | 23       | Dokumentiert | nicht erhalten |
| 1789      | Tytuvėnai        | ehem. Bernhardinerklosterkirche                  |      | II      | 25       | Zuschreibung | ohne Pedal, erhalten |